# 永野敦子
永野 敦子（ながの あつこ、Atsuko Nagano、1月7日生まれ ）は日本のファッションデザイナー。
1974年11月1日に株式会社青山サロンを設立。リブ編みを中心とした高級オリジナルニットを展開。独自の路線を確立。
現在、青山サロンはホテルニューオータニサンローゼ赤坂本店の他、ホテルオークラ、帝国ホテル、及び日本橋三越にショップを持つ。
自著として『人から人へ、人の輪づくり―女ひとりサロン30年の知恵』がある。